# Leiopedina
Leiopedina is een geslacht van uitgestorven zee-egels uit de familie Pedinidae.

## Soorten
- Leiopedina cienagensis Sánchez Roig, 1949 †